# Кішкедага
Кішкедага (рум. Chișcădaga) — село у повіті Хунедоара в Румунії. Входить до складу комуни Шоймуш.
Село розташоване на відстані 303 км на північний захід від Бухареста, 9 км на північ від Деви, 106 км на південний захід від Клуж-Напоки, 129 км на схід від Тімішоари.

## Населення
За даними перепису населення 2002 року у селі проживали 374 особи, з них 373 особи (99,7%) румунів. Рідною мовою 373 особи (99,7%) назвали румунську.